# S-mine
En S-mine (tysk: Schrapnellmine, også kendt som Bounching betty) er en tyskproduceret landmine. Minen er den bedst kendte version af typen springminer. Når den udløses, "hopper" den op i luften og detonerer i taljehøjde. Eksplosionen slynger en dødelig byge stålkugler og stålfragmenter i alle retninger. S-minen var en antipersonel landmine udviklet af Tyskland i 1930'erne og benyttet i stor udstrækning af tyske styrker under 2. verdenskrig. Den var designet til at angribe ubeskyttet infanteri i åbne områder. To versioner blev produceret, som hver var angivet af det år de først blev produceret: SMi-35 og SMi-44. Der var kun små forskelle mellem de to modeller.
S-minen blev sat i produktion i 1935 og tjente som en hovedbestanddel af forsvaret af det Tredje Rige. Frem til at produktionen blev indstillet med Tysklands nederlag i 1945 blev der fremstilet over 1,93 million S-miner. Disse miner udrettede voldsomme skader og sinkede, eller endda tilbageviste, De Allieredes fremrykning på tysk territorium krigen igennem. Tyskernes design af S-minen var succesrigt og er blevet efterlignet siden hen. Det anses for et af de mest afgørende våben i 2. verdenskrig.